# Touch Detective II
Touch Detective II (おさわり探偵 小沢里奈 シーズン2 1/2 里奈は見た!いや、見てない。, Osawari Tantei: Ozawa Rina - Shiizun Touch Detective 2 ½ Rina ha Mita! Iya, Mite nai) est un jeu vidéo d'aventure développé par BeeWorks et sorti en 2007 sur Nintendo DS. 
Le jeu a été sorti en Europe sous le nom « Mystery Detective II »à l’extérieur de la France. 
Il fait suite à Touch Detective.

## Accueil
- GameSpot : 5,5/10[1]